# Dekanat Iwie
Dekanat Iwie – jeden z 16 dekanatów diecezji grodzieńskiej na Białorusi. W jego skład wchodzi 10 parafii. 

## Lista parafii
| Lp. | Miejscowość / parafia                             | Proboszcz / administrator | Kościół                                               | Zdjęcie |
| --- | ------------------------------------------------- | ------------------------- | ----------------------------------------------------- | ------- |
| 1   | Bakszty Parafia św. Huberta                       |                           | Kościół św. Huberta w Baksztach                       |         |
| 2   | Dudy Parafia Narodzenia Najświętszej Maryi Panny  | ks. Dymitr Urbanowicz     | Kościół Narodzenia Najświętszej Maryi Panny w Dudach  |         |
| 3   | Gieraniony Parafia św. Mikołaja                   | ks. Sergiusz Angur TChr   | Kościół św. Mikołaja w Gieranionach                   |         |
| 4   | Iwie Parafia Świętych Apostołów Piotra i Pawła    | ks. Jan Gawecki           | Kościół Świętych Apostołów Piotra i Pawła w Iwiu      |         |
| 5   | Juraciszki Parafia Przemienienia Pańskiego        |                           | Kościół Przemienienia Pańskiego w Juraciszkach        |         |
| 6   | Łazduny Parafia św. Szymona i św. Judy Tadeusza   |                           | Kościół św. Szymona i św. Judy Tadeusza w Łazdunach   |         |
| 7   | Lipniszki Parafia św. Kazimierza                  |                           | Kościół św. Kazimierza w Lipniszkach                  |         |
| 8   | Sobotniki Parafia św. Władysława                  |                           | Kościół św. Władysława w Sobotnikach                  |         |
| 9   | Surwiliszki Parafia Trójcy Przenajświętszej       | ks. Wiktor Subiel         | Kościół Trójcy Przenajświętszej w Surwiliszkach       |         |
| 10  | Traby Parafia Narodzenia Najświętszej Maryi Panny | ks. Wiktor Subiel         | Kościół Narodzenia Najświętszej Maryi Panny w Trabach |         |